# James Phelps

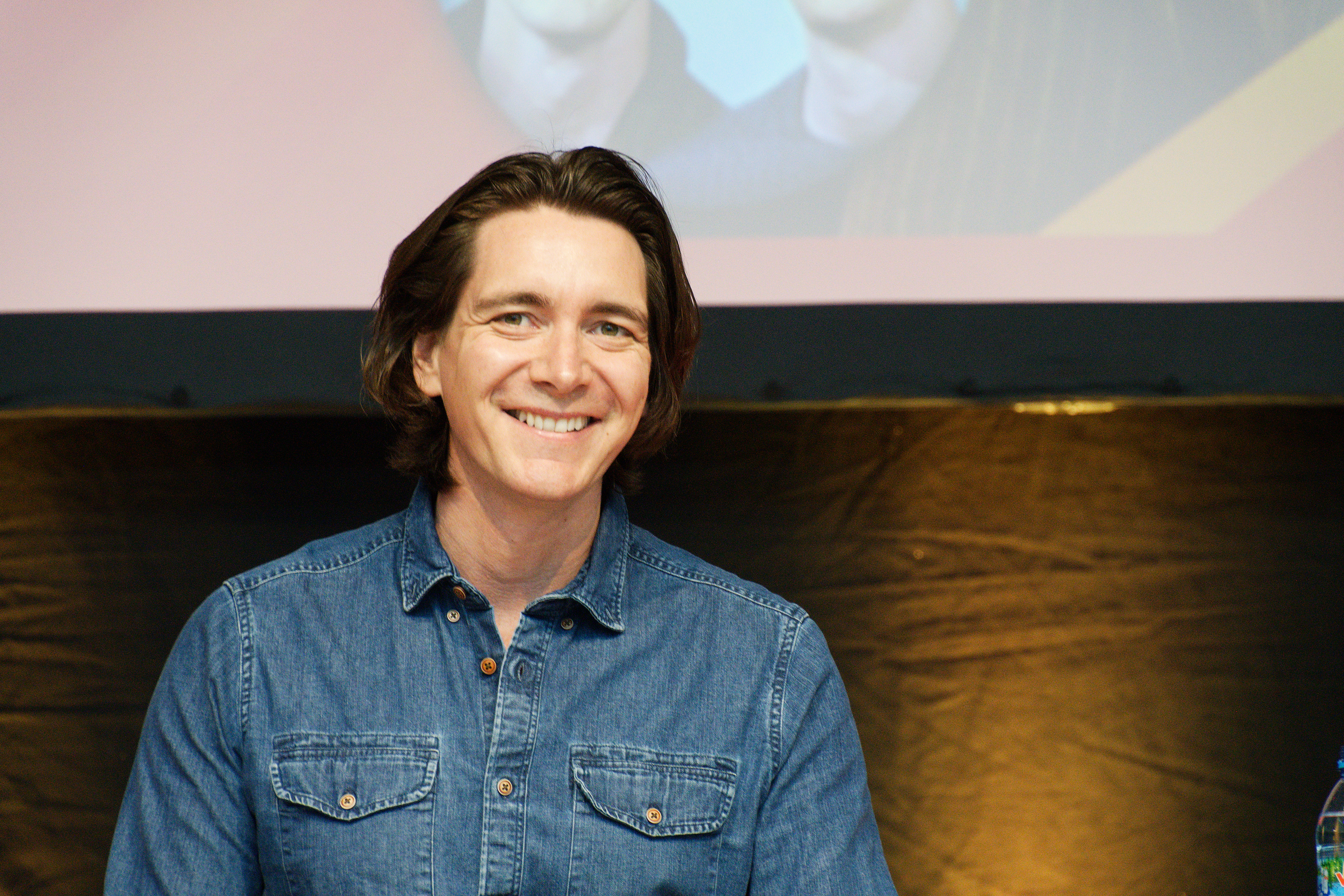
James Phelps auf der ComicCon 2023 in Stuttgart

James Andrew Eric Phelps (* 25. Februar 1986 in Sutton Coldfield, England) ist ein britischer Schauspieler.

## Leben
Er und sein eineiiger Zwillingsbruder Oliver Martyn John wurden in der Stadt Sutton Coldfield geboren, die zum Verwaltungsbezirk City of Birmingham  gehört. James ist der jüngere der beiden, er kam rund 13 Minuten später auf die Welt. Sie besuchten die Little Sutton-Grundschule und die Arthur Terry Secondary School. Sie verließen die Schule im Jahr 2004 mit A-Level-Prüfungen. Beide zeigten bereits in einem frühen Alter ein besonderes Interesse daran, nebeneinander in mehreren Schultheateraufführungen mitzuspielen.
Im Jahr 2000, als sie 14 Jahre alt waren, nahmen sie am Casting für die Rollen der Zwillinge Fred und George Weasley für den Film Harry Potter und der Stein der Weisen teil, welche sie auch bekamen. James spielt Fred, die beiden sind allerdings meist nicht auseinanderzuhalten. Seitdem waren sie auch in allen anderen Harry-Potter-Filmen zu sehen.
Phelps ist seit 2016 mit Annika Ostle verheiratet.

## Filmografie (Auswahl)

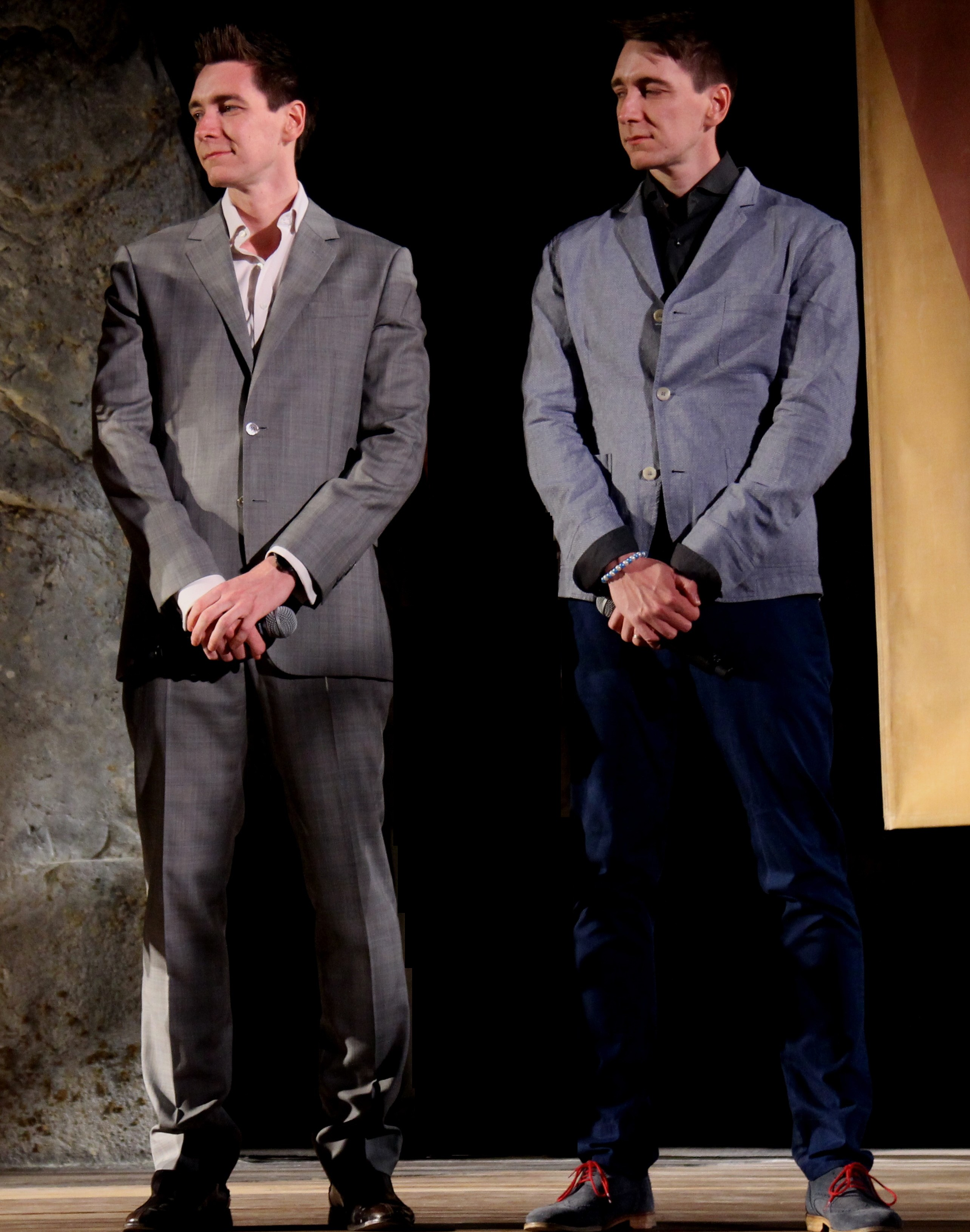
James (links) und Oliver Phelps (2016)

- 2001: Harry Potter und der Stein der Weisen (Harry Potter and the Philosopher’s Stone)
- 2002: Harry Potter und die Kammer des Schreckens (Harry Potter and the Chamber of Secrets)
- 2004: Harry Potter und der Gefangene von Askaban (Harry Potter and the Prisoner of Azkaban)
- 2005: Harry Potter und der Feuerkelch (Harry Potter and the Goblet of Fire)
- 2007: Harry Potter und der Orden des Phönix (Harry Potter and the Order of the Phoenix)
- 2009: Harry Potter und der Halbblutprinz (Harry Potter and the Half-Blood Prince)
- 2009: Kingdom (Fernsehserie, eine Folge)
- 2010: Harry Potter und die Heiligtümer des Todes: Teil 1 (Harry Potter and the Deathly Hallows: Part 1)
- 2011: Harry Potter und die Heiligtümer des Todes: Teil 2 (Harry Potter and the Deathly Hallows: Part 2)
- 2013: Ward 3
- 2015: Patchwork
- 2015: Danny and the Human Zoo (Fernsehfilm)
- 2019: Cadia: The World Within
- 2021: Last Night in Soho
- 2022: Rückkehr nach Hogwarts (Harry Potter 20th Anniversary: Return to Hogwarts) (Fernsehspecial)